# CHAOSnet
Chaosnet foi desenvolvido por Thomas Knight e Jack Holloway no AI Lab do MIT em 1975. Se refere a duas tecnologias unidas em um protocolo. O mais conhecido foi um conjunto de protocolos de comunicação de computador baseado em pacote que conectavam os então recentemente e muito popular (dentro de MIT) computadores Lisp; o segundo foi uma implementação de hardware de rede local.  
O protocolo Chaosnet originalmente em implementações de coaxial (televisão a cabo) modelado para Xerox PARC 3 megabit/second Ethernet, na recem criada rede ARPANET, e usava o Protocolo de Controle de Transmissão (TCP). Ele foi originalmente criado para suportar distancias de conexão de até 1000 metros incluiu um modelo de protocolo usando a passagem de "bastões" para reduzir colisões na rede.  
A topologia de rede de Chaosnet normalmente era formada por uma série linear (não circular) de cabos, cada até um podendo chegar no máximo a um quilômetro e 12 clientes. Os segmentos de redes eram interconectados usando "pontes" (Bridges). Estas pontes geralmente eram formadas por computadores mais antigos como PDP-11s com duas interfaces de rede.  
O Manifesto de GNU original mencionou que apontou, entre outras coisas, o apoio ao protocolo Chaosnet.  